# لیلا نادی
لیلا نادْیْ (مجاری: Lilla Nagy؛ زادهٔ ۱۸ دسامبر ۱۹۸۹) بازیکن فوتبال اهل مجارستان است.
وی همچنین در تیم ملی فوتبال زنان مجارستان بازی کرده‌است.